# Cane da pastore maremmano abruzzese
Il cane da pastore maremmano abruzzese, conosciuto sia come pastore maremmano, sia come pastore abruzzese, è una razza canina italiana del gruppo pastori e bovari, originaria degli appennini dell'Italia centrale.

## Storia

### Storia antica e iconografia

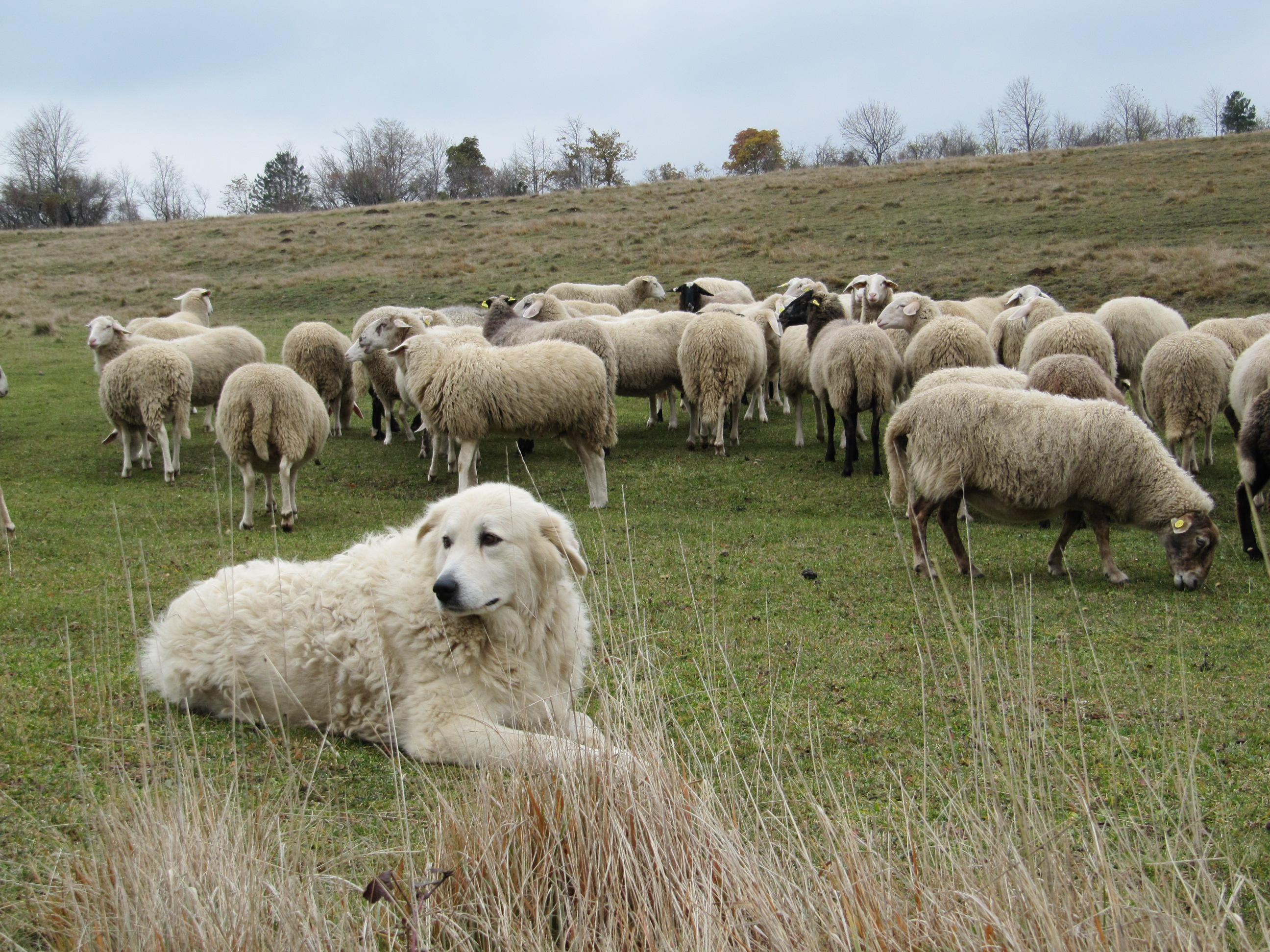
Pastore maremmano abruzzese a guardia di un gregge.

Il pastore maremmano abruzzese appartiene al ceppo dei grandi cani bianchi del Centro Europa, stirpe antichissima di guardiani di armenti e del gregge dal carattere diffidente e bellicoso, giunta in Italia dal Medio Oriente. Tale appartenenza lascerebbe supporre antenati comuni con i cani da montagna dei Pirenei, i Kuvasz ungheresi, i Tatra della Polonia, i Cuvac slovacchi, i Šarplaninac (anche se dal pelo colorato), e gli Akbash della Turchia.
Citato e decantato già in età romana da Catone, Columella, Varrone e Palladio, il canis pastoralis o pequarius ("pecoraio") dal pelo bianco ha continuato a svolgere indisturbato le sue mansioni di guardiano di greggi nel corso dei secoli, senza mai allontanarsi dall'appennino centro-meridionale dove aveva fatto specie a sé. A conferma di ciò esistono una serie di testimonianze scritte o iconografiche:
- Un bassorilievo di età ellenistica, riprodotto in un disegno di Max von Stephanitz del 1901.[9]
- Una statuetta votiva custodita nel Museo archeologico dell'antica Capua, a Santa Maria Capua Vetere (CE).
- Un affresco del XIV secolo situato nella basilica di San Francesco, ad Amatrice (RI); il cane ritratto indossa il tipico vreccale come precauzione per le lotte contro i predatori.
- Un affresco del XIV secolo situato nella basilica di Santa Maria Novella, a Firenze.
- Una Natività di Mariotto di Nardo (attivo 1394-1424); il cane ritratto indossa il vreccale.
- Abramo e Lot in viaggio verso Canaan di Bartolo Battiloro, nella Collegiata di San Gimignano (SI).
- Un dettaglio del Viaggio dei Magi verso Betlemme dalla Cappella dei Magi di Benozzo Gozzoli (1460 ca.).
- Le mappe dei pascoli del Tavoliere delle Puglie, acqueforti pubblicate nel 1686 da Antonio e Nunzio Michele di Rovere.
- Un'incisione della campagna romana realizzata nel XVII secolo da Jan van den Hecke (1620-1684).
- Una maiolica del XVIII secolo con scene di caccia all'orso, realizzata da Candeloro Cappelletti (1689–1772) a Castelli (TE).
- Caccia al lupo di Jean-Baptiste Oudry (1746), dalla collezione di Luigi XV; i cani alla sinistra e alla destra del lupo sono descritti nel catalogo del museo come "grandi cani a pelo lungo".[10] All'incirca all'epoca del dipinto diversi cani da pastore furono importati in Francia dall'Abruzzo: alcuni furono impiegati nel 1765 da François Antoine (Antoine de Beauterne) nella vittoriosa caccia alla Bestia del Gévaudan[11], e secondo Gobin, la Venerie Royale di Luigi XV era composta in larga parte da pastori abruzzesi e mastini pugliesi.[4]
- Il cane da lupo impiegato da Vincenzo Dandolo per difendere le pecore spagnole sui monti che dominano Varese.
- Una illustrazione sul Penny Magazine del 1833, intitolata "Wolf dogs of the Abruzzi", ovvero "Cani da lupo degli Abruzzi".[5]
- Una incisione di Arthur John Strutt, raffigurante un pastore ed il suo cane nella campagna romana nel 1843.
- Diverse incisioni di Charles Coleman nella sua serie intitolata "A Series of Subjects peculiar to the Campagna of Rome and Pontine Marshes",[12] ovvero "Una serie di soggetti tipici della campagna romana e dell'Agro Pontino".

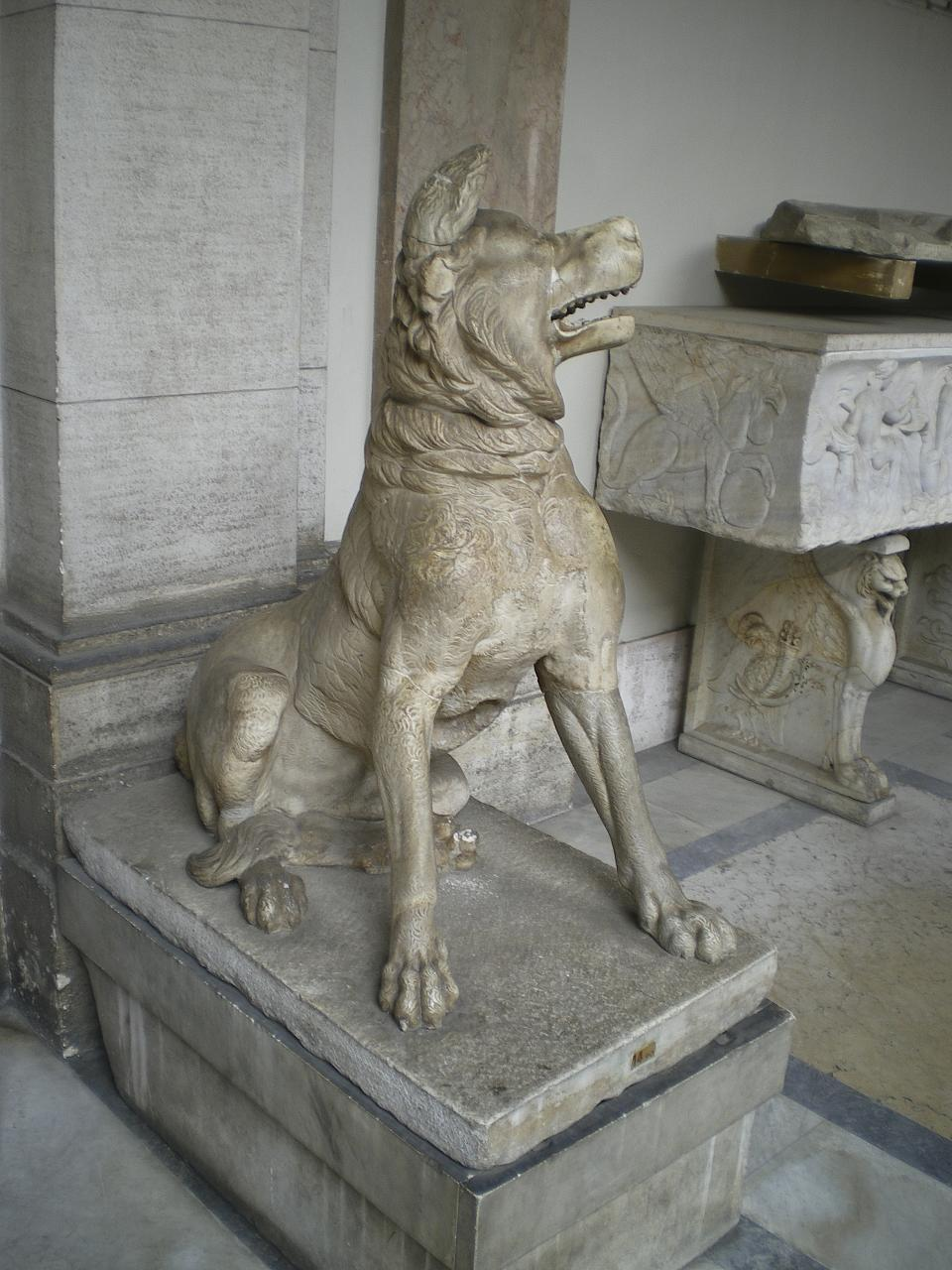
Il canis pastoralis degli antichi romani, copia romana di originale greco, custodita ai Musei Vaticani; le orecchie sono una integrazione successiva. Un'opera simile, detta "Cane di Duncombe", è custodita al British Museum di Londra.
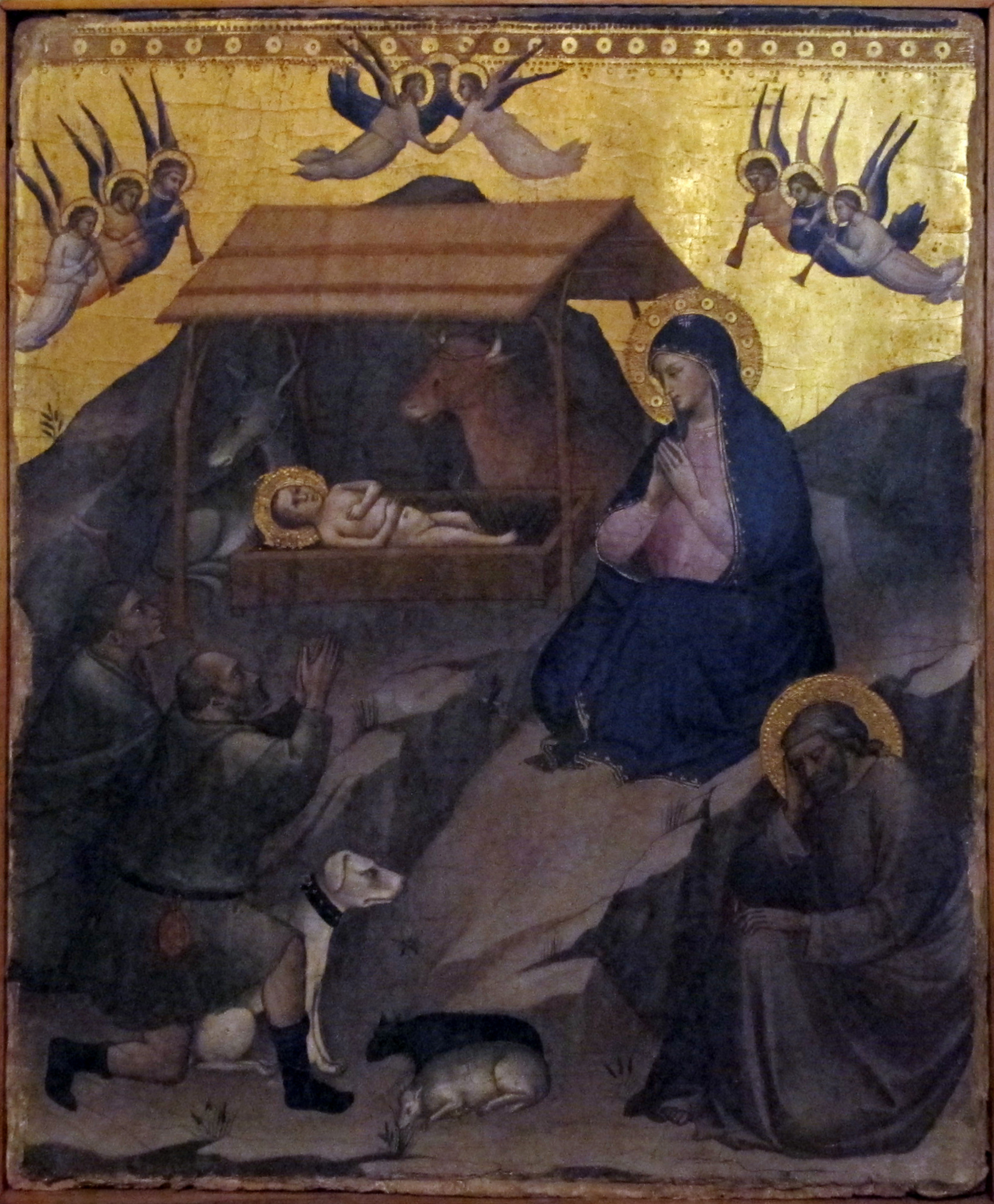
Mariotto di Nardo, Natività, 1385 ca.; si può notare un cane bianco da pastore con un collare appuntito.
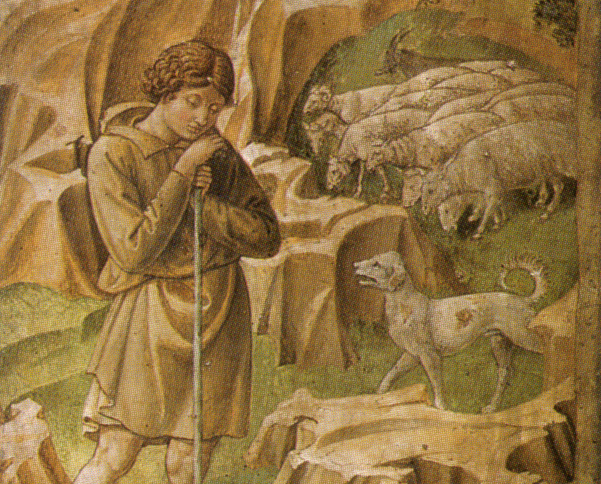
Dettaglio del Viaggio dei Magi verso Betlemme di Benozzo Gozzoli.
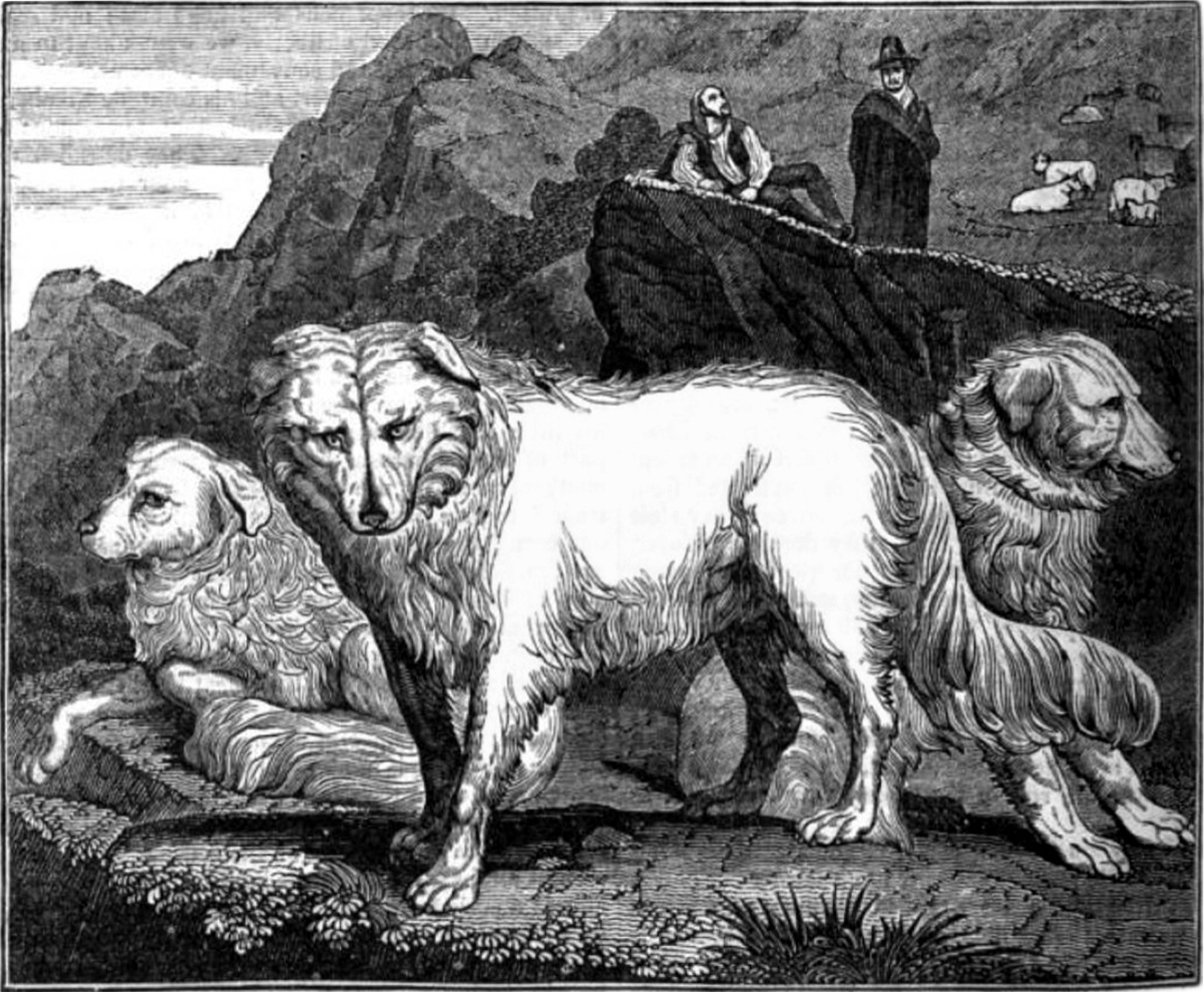
"Wolf dogs of the Abruzzi", illustrazione dal Penny Magazine del 1833.

### Storia recente

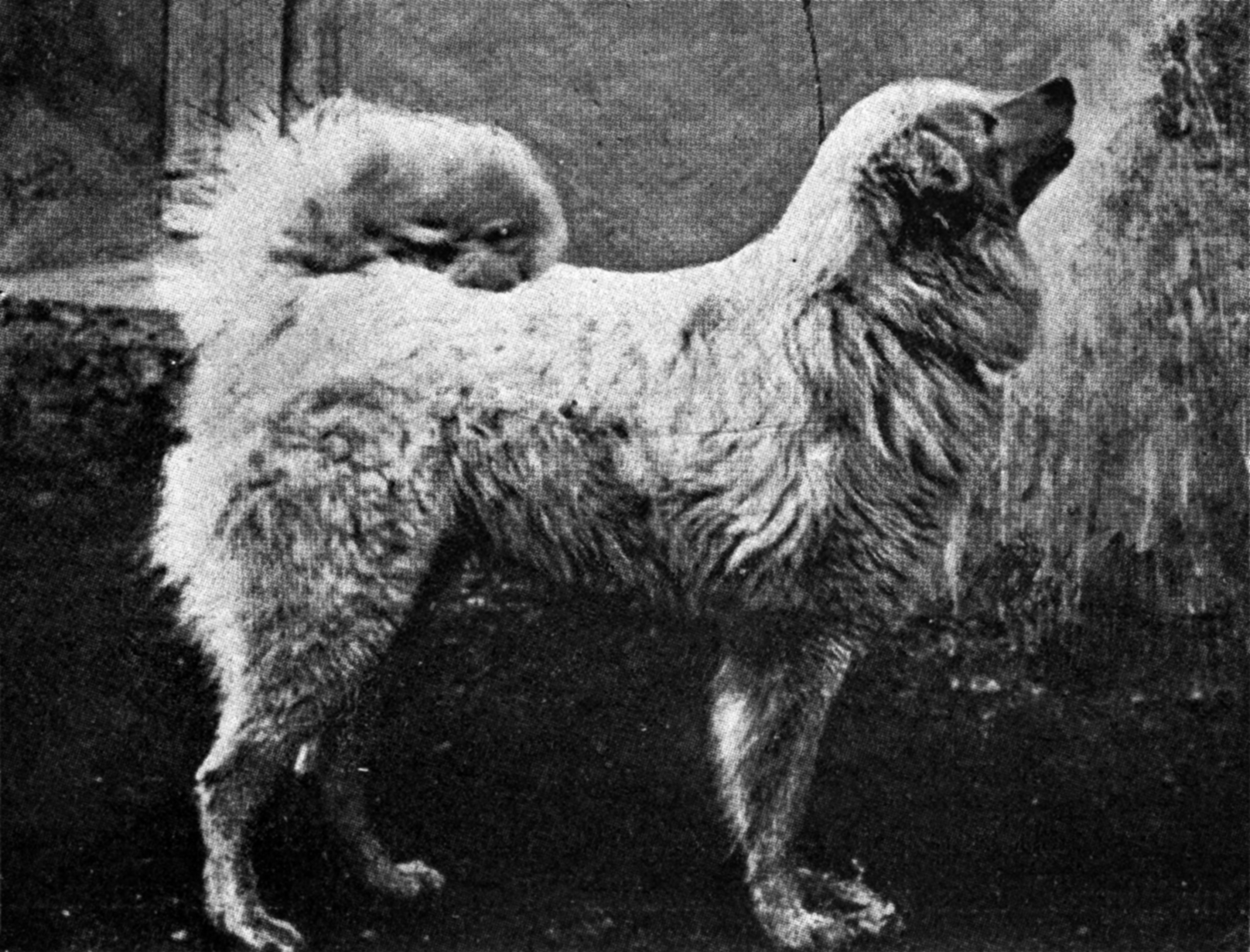
Pastore abruzzese (1915 ca.).

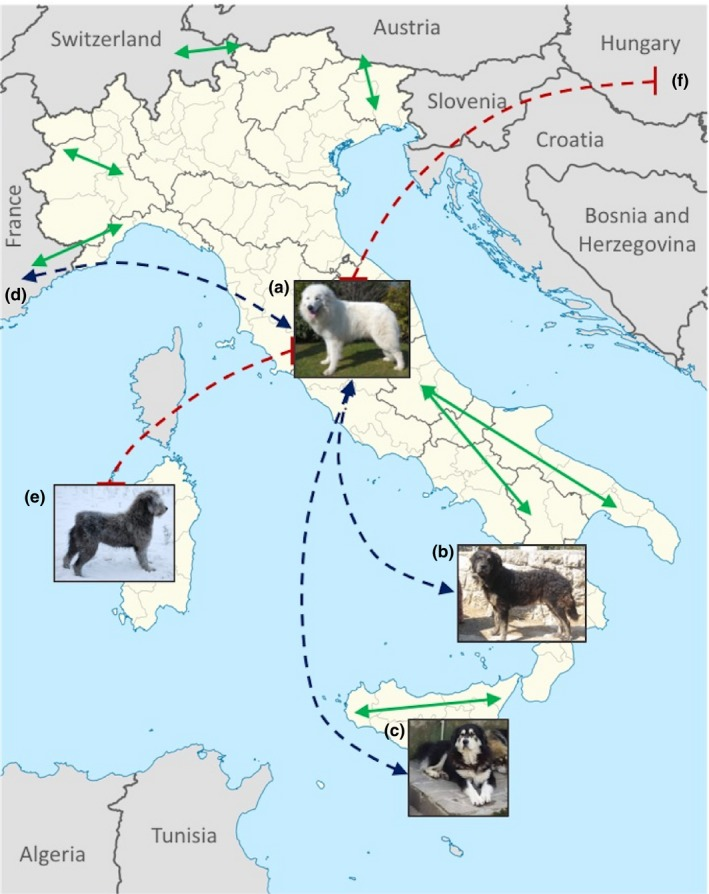
Transumanza e aplotipi delle razze da pastore italiane.

Nel 1898 furono registrati sul Libro delle Origini del Kennel Club Italiano quattro cani da pastore. Nel 1924 Luigi Groppi e Giuseppe Solaro stilarono il primo standard della razza. Non seguirono registrazioni per diversi anni, ma nel 1940 i cani registrati furono diciassette.
Fino al 1958, il pastore abruzzese e il pastore maremmano erano ritenute due razze distinte e separate. Addirittura nel 1950 fu fondata una associazione degli allevatori del pastore abruzzese, e nel 1953 nacque un'associazione per gli allevatori del pastore maremmano. Il 1º gennaio 1958 l'ENCI unificò le due razze sotto un unico standard sostenendo che, a causa della transumanza delle greggi da una regione all'altra, processo favorito dall'Unità d'Italia, era occorsa una "fusione naturale" tra le due tipologie di cani. Fino al 1860, infatti, le montagne abruzzesi e le pianure toscane appartenevano a due stati diversi, ossia il Regno delle Due Sicilie e il Granducato di Toscana.
In epoca contemporanea il pastore maremmano abruzzese è ancora largamente impiegato nella guardia delle greggi dagli attacchi dei lupi. A tale scopo sono stati creati progetti, tra cui quello della Regione Piemonte, che prevedono l'assegnazione di esemplari ben addestrati ai pastori che ne fanno richiesta. Tali iniziative, al contempo, sono volte a ridurre gli atti di bracconaggio contro le specie di predatori a rischio di estinzione.

## Descrizione
La coda è attaccata bassa e oltrepassa il garretto. Tenuta sempre pendente a riposo, è invece portata eretta, sulla linea del dorso, quando il cane è in allerta o è eccitato. Il bianco uniforme è il colore che lo contraddistingue. Tollerate le sfumature avorio o arancio pallido, purché limitate nel loro numero. Il mantello è molto abbondante, lungo, piuttosto ruvido al tatto. È tollerata una lieve ondulazione. Il sottopelo è abbondante durante la stagione fredda. Gli occhi non sono grandi in relazione alla taglia del cane. Il loro colore è ocra o marrone scuro. La rima palpebrale a mandorla. Le orecchie sono attaccate molto alte, a "V", sono pendenti ma molto mobili. La testa è grande e piatta, di forma conica. Ricorda la testa dell'orso bianco. Il cranio è largo. Non è raro trovare esemplari che superino abbondantemente l'altezza ed il peso fissati dallo standard.
Come testimoniato da Columella nel I secolo d.C., il mantello bianco dei cani da pecora è apprezzato fin dall'antichità, in quanto impedisce che i pastori scambino il cane per uno dei predatori durante gli assalti dei lupi al crepuscolo. Alcuni anni più tardi Varrone aggiunse che il cane da pastore è grande, bianco, con occhi neri e labbra nere, e che, se osservato nell'oscurità, le orecchie recise lo fanno somigliare a un leone.

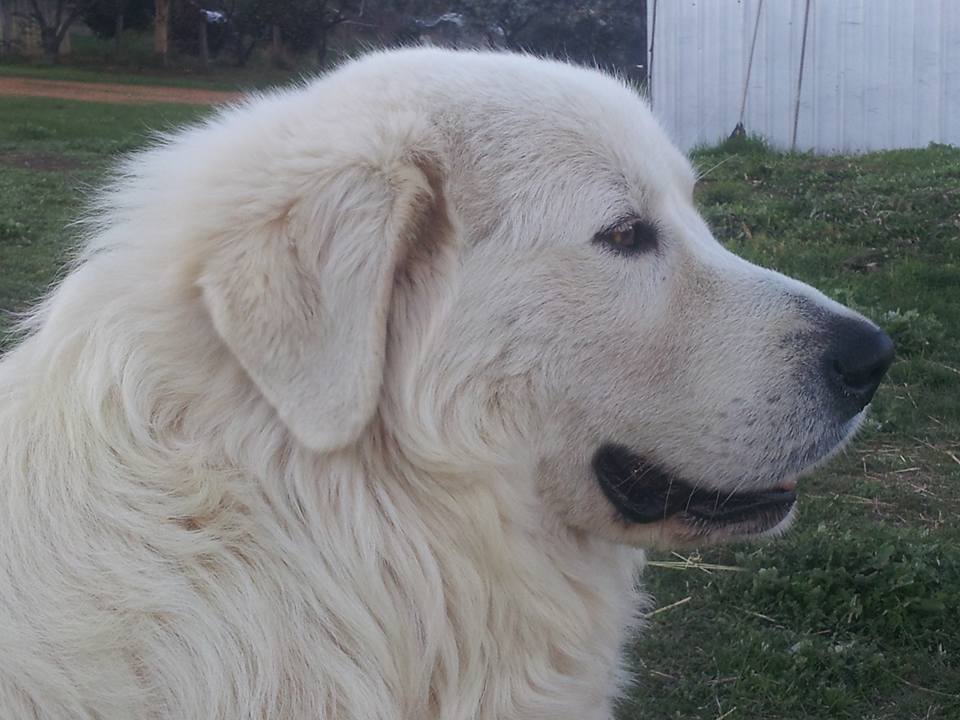
La testa del cane da pastore

## Carattere
Si tratta di un cane dal temperamento molto forte, sicuro e indipendente, come buona parte dei cani da lavoro. E come cane da pastore mostra un profondo attaccamento al padrone, che vede come un punto di riferimento. Si presenta come schivo e diffidente verso gli estranei, pur non esternando un'indole troppo aggressiva: caratteristica della razza è quella del presentarsi come un animale dal comportamento sobrio e tendenzialmente più composto rispetto a quello degli altri cani. È inoltre un cane che presta molta attenzione ai particolari. Rispetto ad altre razze, che percepiscono la figura umana padrona come dominante, questa presenta invece un temperamento più indipendente, ed è per questo che la sua educazione richiede un maggiore impegno da parte della persona: ciò è anche dovuto alla selezione artificiale secolare che ha plasmato la genetica comportamentale dell'animale, improntandosi più allo svolgimento di mansioni di guardia e difesa e ad un minore contatto con l'essere umano, oltre all'adattamento ad un ambiente nel quale i soggetti estranei sono percepiti come intrusi o come pericoli. Ciò non implica comunque che questa razza canina sia poco adatta come animale da compagnia; il pastore maremmano abruzzese, infatti, pur dimostrandosi alieno alla sottomissione, se ben educato e ben inserito nel contesto familiare riesce a stabilire con i propri "padroni" un intenso rapporto affettivo e una intesa assai profonda.

## Cure
Il pastore maremmano abruzzese è storicamente un cane molto rustico, capace di resistere alle malattie, al freddo e alle intemperie: non richiede perciò particolari cure, ad eccezione di frequenti spazzolate e del consueto controllo antiparassitario. Nonostante la sua taglia non è raro trovare cani di questa razza che superano i 10 anni di età, proprio grazie alla loro resistenza naturale. Come tutti i cani con il pelo lungo sono soggetti ai parassiti.

## Diffusione
L'area di maggiore diffusione di questa razza è piuttosto vasta: va infatti dalla Toscana meridionale, in particolare la provincia di Grosseto (Maremma), all'alto Lazio, passando per l'Umbria, le Marche, l'intero Abruzzo, il Molise, l'Appennino campano e la Puglia settentrionale.
Nel 2008 sono stati iscritti ai libri genealogici ENCI 658 cuccioli, mentre nel 2010 le nuove iscrizioni sono state 710. Questo incremento si è protratto negli anni successivi, al punto che nel 2013 i cuccioli iscritti all'ENCI sono diventati 801 e nel 2015 il numero è salito fino a 1019.
Oltre che nella penisola Italiana, i cani da pastore maremmano abruzzese sono impiegati come guardiani di armenti o di greggi anche in Australia, in Canada e negli Stati Uniti. Nel 2006, a Warrnambool, in Australia, è stato dato inizio al primo esperimento di guardia dei pinguini dalle volpi, impiegando cani da pastore maremmano abruzzese. Nel 2010 questo progetto è stato insignito dell'Australian Government Coastcare Award. Nel 2015 ne è stato tratto un film, Giotto, l'amico dei pinguini.